# Моном (геометрическое программирование)
В задачах геометрического программирования понятие монома несколько отличается от более широко известного математического термина моном, являющегося слагаемым в полиноме. Различие заключается в дополнительном требовании положительности коэффициента и допустимости нецелых и отрицательных чисел в показателях степеней сомножителей. Поскольку допускаются дробные и отрицательные показатели степеней, область определения монома ограничена строго положительными вещественными числами.

## Определение
Моном — функция, определяемая формулой:
{\displaystyle u(x)=c\prod \limits _{i=1}^{n}{x_{i}}^{a_{i}},\quad x_{i}>0,\ c>0,\ a_{i}\in \mathbb {R} .}
Таким образом, моном — это произведение положительного коэффициента {\displaystyle c} и переменных {\displaystyle x_{i}} в вещественных степенях {\displaystyle a_{i}}. Эти степени образуют вектор, называемый вектором экспонент.

## Пример
В моном
{\displaystyle u(x)=8x_{1}^{3}x_{2}^{-4{,}5}}
входят две переменные: {\displaystyle x_{1}} и {\displaystyle x_{2}}; коэффициент монома {\displaystyle c=8}; вектор экспонент монома:
{\displaystyle {\vec {a}}=(3;-4{,}5).}

## Приложения
Моном является слагаемым позинома.